# Nokere Koerse
La Nokere Koerse (oficialmente: Nokere Koerse-Danilith Classic; en español: La Carrera de Nokere) es una carrera ciclista belga disputada en Nokere (Flandes Oriental) y sus alrededores.
Disputada por primera vez en 1944, forma parte del UCI Europe Tour desde la creación de estos en 2005 dentro de la categoría 1.1 hasta 2016 y 1.HC desde 2017. Anteriormente a estos circuitos los fue de categoría 1.3 y 1.4.

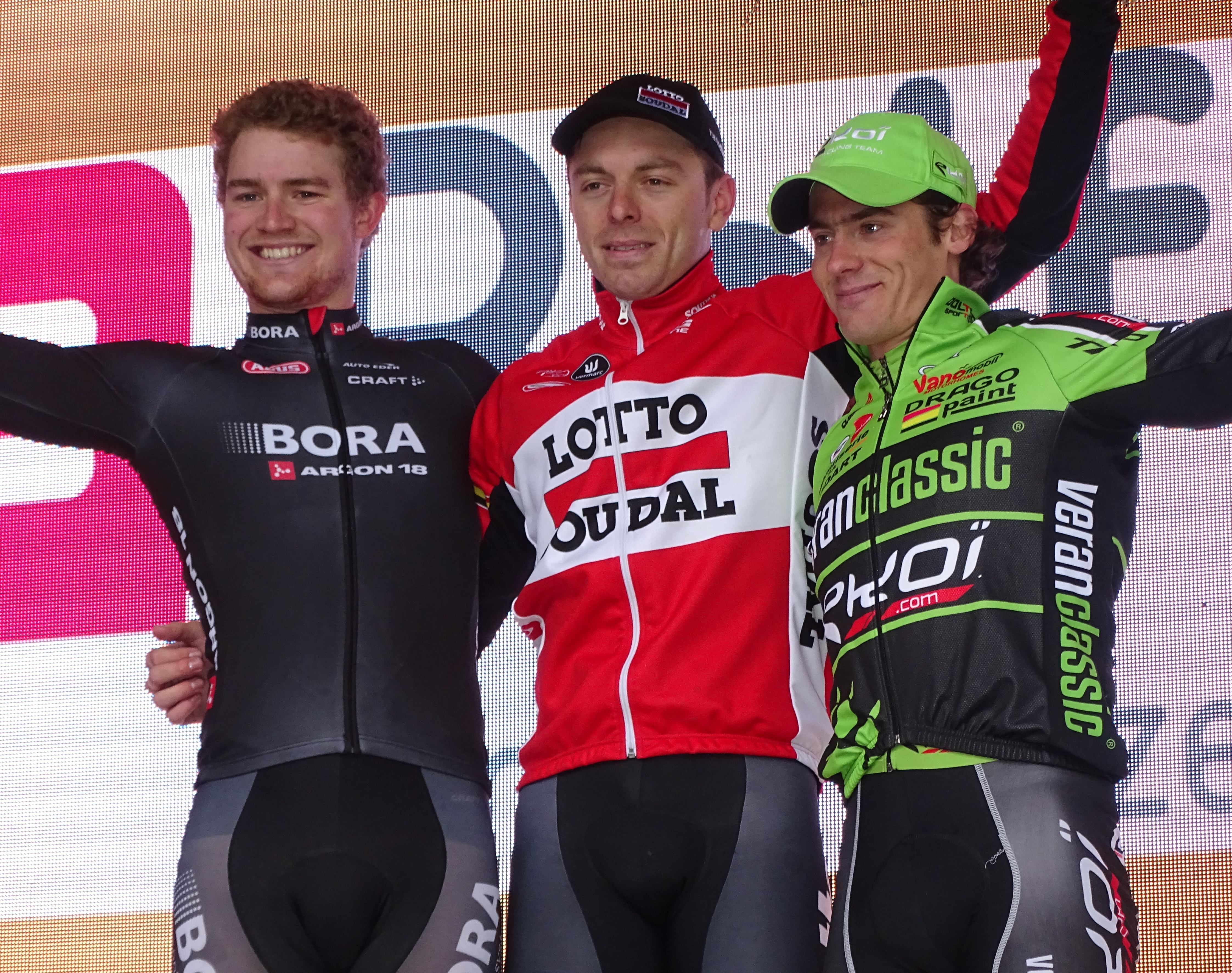
2015 : Scott Thwaites (3), Kris Boeckmans (1) & Justin Jules (2).

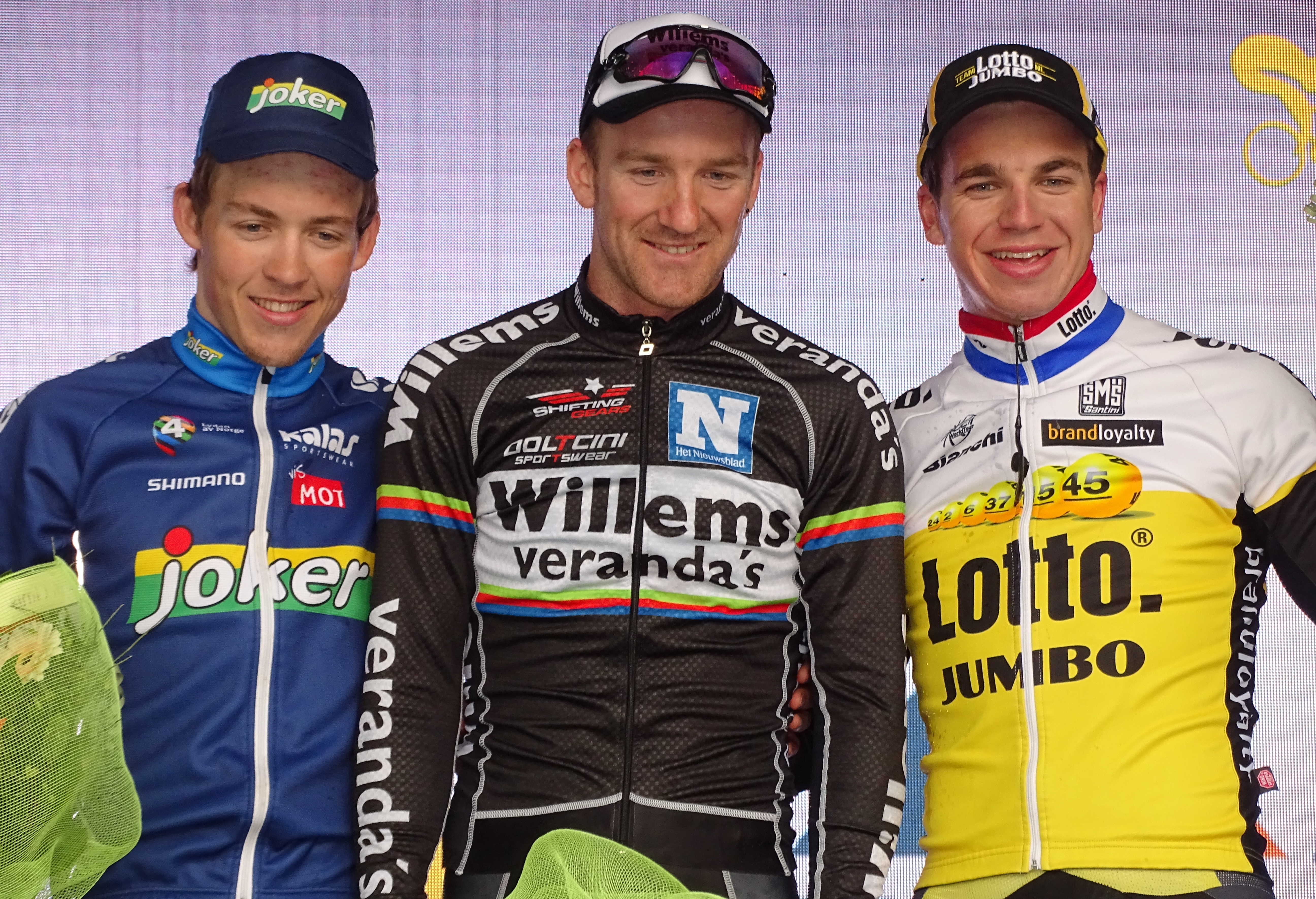
2016 : Kristoffer Halvorsen (2), Timothy Dupont (1) & Dylan Groenewegen (3).

## Palmarés
| Año                                                              | Ganador                | Segundo               | Tercero                   |           |
| ---------------------------------------------------------------- | ---------------------- | --------------------- | ------------------------- | --------- |
| 'Gran Premio Jules Lowie                                         |                        |                       |                           |           |
| 1944                                                             | Marcel Kint            | Theo Middelkamp       | Gustaaf Van Overloop      |           |
| 1945                                                             | Albéric Schotte        | Michel Remue          | Désiré Keteleer           |           |
| 1946                                                             | Emmanuel Thoma         | André Pieters         | Albéric Schotte           |           |
| 1947                                                             | Albert Sercu           | Michel Remue          | Odiel Van Den Meersschaut |           |
| 1948                                                             | Roger Cnockaert        | André Declerck        | Jerôme Renier             |           |
| 1949                                                             | Ernest Sterckx         | Maurice Desimpelaere  | Michel Remue              |           |
| 1950                                                             | Jules Depoorter        | Roger Decock          | René Janssens             |           |
| 1951                                                             | Gérard Buyl            | Maurice Blomme        | Valère Ollivier           |           |
| 1952                                                             | Wim Van Est            | André Pieters         | Raphaël Jonckheere        |           |
| 1953                                                             | Basiel Wambeke         | Henri Jochums         | Julien Pascal             |           |
| 1954                                                             | Jan Zagers             | Roger Decock          | Roger Desmet              |           |
| 1955                                                             | Jozef Schils           | Albéric Schotte       | Henri Denys               |           |
| 1956                                                             | Marcel Rijckaert       | Roger De Clercq       | Lucien Mathys             |           |
| 1957                                                             | André Auquier          | Pino Cerami           | Francis Kemplaire         |           |
| 1958                                                             | Arthur Decabooter      | Gilbert Desmet        | Julien Schepens           |           |
| 1959 edición no realizada                                        |                        |                       |                           |           |
| 1960                                                             | Gilbert Desmet         | Lode Troonbeeckx      | Léopold Rosseel           |           |
| 1961                                                             | Leon Van Daele         | Joseph Vloeberghs     | Gilbert Maes              |           |
| 1962 edición no realizada Nokere Koerse                          |                        |                       |                           |           |
| 1963                                                             | Frans De Mulder        | Daniel Doom           | Norbert Kerckhove         |           |
| 1964                                                             | Robert De Middeleir    | Leon Van Daele        | André Noyelle             |           |
| 1965                                                             | Arthur Decabooter      | Joseph Mathy          | Gustaaf De Smet           |           |
| 1966                                                             | Jaak De Boever         | Oswald Declercq       | Reindert De Jongh         |           |
| 1967                                                             | Walter Godefroot       | Jaak De Boever        | Roger Blockx              |           |
| 1968                                                             | Frans Brands           | Roger Cooreman        | Michel Jacquemin          |           |
| 1969                                                             | Roger Rosiers          | Frans Mintjens        | Michel Jacquemin          |           |
| 1970                                                             | Andre Dierickx         | Patrick Sercu         | Bernard Van de Kerckhove  |           |
| 1971                                                             | Herman Van Springel    | Eric Leman            | Maurice Eyers             |           |
| 1972                                                             | Antoine Houbrechts     | Ronny Van Marcke      | Willy Planckaert          |           |
| 1973                                                             | Noël Vantyghem         | Claude Magni          | Gérard Vianen             |           |
| 1974                                                             | Freddy Maertens        | Pierino Gavazzi       | Ronald De Witte           |           |
| 1975                                                             | Marc Demeyer           | Willy Teirlinck       | Jan Raas                  |           |
| 1976                                                             | Luc Leman              | Lucien De Brauwere    | Geert Malfait             |           |
| 1977                                                             | Frans Van Looy         | Gerrie Knetemann      | Roberto Ceruti            |           |
| 1978                                                             | Gustaaf Van Roosbroeck | Jan Aling             | Joseph Jacobs             |           |
| 1979                                                             | Hendrik Devos          | William Tackaert      | Antoine Houbrechts        |           |
| 1980                                                             | Jos Van De Poel        | Johan van der Velde   | Paul Jesson               |           |
| 1981                                                             | Gerrie Knetemann       | Herman Van Springel   | Claude Criquielion        |           |
| 1982                                                             | William Tackaert       | Ludo De Keulenaer     | Rudy Matthijs             |           |
| 1983                                                             | Walter Schoonjans      | Patrick Cocquyt       | Gerard Veldscholten       |           |
| 1984                                                             | Jan Bogaert            | Patrick Versluys      | Erik Stevens              |           |
| 1985                                                             | Diederik Foubert       | Patrick Versluys      | Jan Bogaert               |           |
| 1986                                                             | Luc Colijn             | Jan Van Camp          | Ronny Van Holen           |           |
| 1987                                                             | Etienne De Wilde       | Franky Van Oyen       | Ludo Giesberts            |           |
| 1988                                                             | Patrick Versluys       | Yves Godimus          | Danny Janssens            |           |
| 1989                                                             | Rik Van Slycke         | Andrzej Mierzejewski  | Peter Spaenhoven          |           |
| 1990                                                             | Herman Frison          | Roger Van den Bossche | Filip Van Vooren          |           |
| 1991                                                             | Koen Van Rooy          | Johan Capiot          | Martien Kokkelkoren       |           |
| 1992                                                             | Johan Capiot           | Peter de Clercq       | Benjamin Van Itterbeeck   |           |
| 1993                                                             | Michel Cornelisse      | Jan Bogaert           | Mario De Clercq           |           |
| 1994                                                             | Peter de Clercq        | Michel Cornelisse     | Chris Peers               |           |
| 1995                                                             | Jo Planckaert          | Michel Vermote        | Geert Van Bondt           |           |
| 1996                                                             | Hendrik van Dyck       | Jelle Nijdam          | Michel Cornelisse         |           |
| 1997                                                             | Hendrik van Dyck       | Wim Feys              | Bart Voskamp              |           |
| 1998                                                             | Scott Sunderland       | Léon van Bon          | Chris Peers               |           |
| 1999                                                             | Jeroen Blijlevens      | Michel Vanhaecke      | Wilfried Cretskens        |           |
| 2000                                                             | Hendrik van Dyck       | Nico Mattan           | Jans Koerts               |           |
| 2001                                                             | Michel Vanhaecke       | Bart Voskamp          | Niko Eeckhout             |           |
| 2002                                                             | Aurélien Clerc         | Jans Koerts           | Steven de Jongh           |           |
| 2003                                                             | Matthé Pronk           | Magnus Bäckstedt      | Hendrik van Dyck          |           |
| 2004                                                             | Max van Heeswijk       | Rudie Kemna           | Jo Planckaert             |           |
| 2005                                                             | Steven de Jongh        | Igor Abakoumov        | Geert Omloop              |           |
| 2006                                                             | Bert Roesems           | Wouter Weylandt       | Jeremy Hunt               |           |
| 2007                                                             | Léon van Bon           | Aart Vierhouten       | Geert Steurs              |           |
| 2008                                                             | Wouter Weylandt        | Jürgen Roelandts      | André Greipel             |           |
| 2009                                                             | Graeme Brown           | Benjamin Swift        | Sébastien Chavanel        |           |
| 2010                                                             | Jens Keukeleire        | Kris Boeckmans        | Bobbie Traksel            |           |
| 2011                                                             | Gert Steegmans         | Stefan van Dijk       | Graeme Brown              |           |
| 2012                                                             | Francesco Chicchi      | Kris Boeckmans        | Boy van Poppel            |           |
| 2013 edición suspendida por la nieve"`UNIQ--ref-00000007-QINU`"' |                        |                       |                           |           |
| 2013                                                             | cancelada              | cancelada             | cancelada                 | cancelada |
| 2014                                                             | Kenny Dehaes           | Tom Van Asbroeck      | Nacer Bouhanni            |           |
| 2015                                                             | Kris Boeckmans         | Justin Jules          | Scott Thwaites            |           |
| 2016                                                             | Timothy Dupont         | Kristoffer Halvorsen  | Dylan Groenewegen         |           |
| 2017                                                             | Nacer Bouhanni         | Adam Blythe           | Joeri Stallaert           |           |
| 2018                                                             | Fabio Jakobsen         | Amaury Capiot         | Hugo Hofstetter           |           |
| 2019                                                             | Cees Bol               | Pascal Ackermann      | Jasper Philipsen          |           |
| 2020                                                             | cancelada              | cancelada             | cancelada                 | cancelada |
| 2021                                                             | Ludovic Robeet         | Damien Gaudin         | Luca Mozzato              |           |
| 2022                                                             | Tim Merlier            | Max Walscheid         | Arnaud De Lie             |           |
| 2023                                                             | Tim Merlier            | Edward Theuns         | Milan Menten              |           |
| 2024                                                             | Tim Merlier            | Fabio Jakobsen        | Jasper Philipsen          |           |
| 2025                                                             | Nils Eekhoff           | Matteo Moschetti      | Luke Lamperti             |           |

## Palmarés por países
| País         | Victorias | Último vencedor           |
| ------------ | --------- | ------------------------- |
| Bélgica      | 62        | Tim Merlier en 2024       |
| Países Bajos | 11        | Nils Eekhoff en 2025      |
| Australia    | 2         | Graeme Brown en 2009      |
| Suiza        | 1         | Aurélien Clerc en 2002    |
| Italia       | 1         | Francesco Chicchi en 2012 |
| Francia      | 1         | Nacer Bouhanni en 2017    |

En negrilla corredores activos.

## Estadísticas

### Más victorias
| Ciclista          | Victorias | Años              |
| ----------------- | --------- | ----------------- |
| Hendrik van Dyck  | 3         | 1996, 1997 y 2000 |
| Tim Merlier       | 3         | 2022, 2023 y 2024 |
| Arthur Decabooter | 2         | 1958 y 1965       |

### Victorias consecutivas
- Tres victorias seguidas:
  -  Tim Merlier (2022, 2023, 2024)

- Dos victorias seguidas:
  -  Hendrik van Dyck (1996, 1997)

En negrilla corredores activos.